# Paracotis werneri
Paracotis werneri là một loài bướm đêm trong họ Geometridae.